# Enulius roatanensis
Enulius roatanensis är en ormart som beskrevs av McCranie och Köhler 1999. Enulius roatanensis ingår i släktet Enulius och familjen snokar. Inga underarter finns listade i Catalogue of Life.
Arten förekommer endemisk på Bahíaöarna som tillhör Honduras. Honor lägger ägg.